# كلير كونينغهام
كلير كونينغهام (بالإنجليزية: Claire Cunningham)‏ هي مصممة رقص بريطانية، ولدت في 1977.